# Chilarchaea quellon
Chilarchaea quellon is een spinnensoort uit de familie Mecysmaucheniidae. De soort komt voor in Chili en Argentinië.